# 羅伯內什蒂鄉
44°18′00″N 23°58′00″E / 44.3000°N 23.9667°E
羅伯內什蒂鄉（羅馬尼亞語：Comuna Robănești, Dolj），是羅馬尼亞的鄉份，位於該國西南部，由多爾日縣負責管轄，面積60平方公里，海拔高度169米。

## 人口相关
2007年人口2,497，人口密度每平方公里42人。